# Marinemindesmærke Laboe
Marinemindesmærke Laboe (Tysk: Marine-Ehrenmal Laboe) eller også Laboe-tårnet er et mindesmærke i Laboe, nær Kiel, i Slesvig-Holsten i Tyskland. Bygningen af mindesmærket blev iværksat i i 1927 og var færdigbygget i 1936. Oprindeligt var mindesmærket tiltænkt det personale fra Kaiserliche Marine der mistede livet under 1. verdenskrig, efter 2. verdenskrig blev mindesmærket ændret til også at mindes de faldne fra Kriegsmarine. I 1954 ændrede man på mindesmærket så det nu blev tilegnet sømænd fra alle lande som døde under verdenskrigene.
Monumentet består af et 72 meter højt tårn med en udsigtsplads på toppen. Udsigtspladsen befinder sig i alt 85 meter over havoverfladen. I området er der en underjordisk mindesal, en historisk samling og undervandsbåden U-995 der er omdannet til et museum ligger for foden af tårnet. U-995 er den eneste tilbageværende Type VII undervandsbåd i verden.
Tårnet blev tegnet af arkitekten Gustav August Munzer, som sidenhen har udtalt at tårnets form ikke skulle henvise til noget specifikt, men blot skulle give beskueren et positivt indtryk.
Et par kilometer syd for mindesmærket ligger et mindre mindesmærke, i Möltenort, som mindes faldne ubådssejlere i begge verdenskrige.

## Galleri
- Tunellen der fører til den underjordiske mindesal.
- Mindespladsen.
- Mindesplade til ære for faldne amerikanske ubådssejlere.
- U-995, fotograferet fra tårnet.
- En skrue fra den tunge krydser Prinz Eugen.